# Eletto del popolo
L'Eletto del popolo era un rappresentante del popolo inserito nella struttura di governo municipale di Napoli, al tempo dei viceré spagnoli.

## Descrizione
Con l'Eletto del popolo c'erano altri 5 Rappresentanti, che erano eletti da parte dei nobili, uno per Sedile (Capuana, Montagna, Nido, Porto, Portanova): questo organismo aveva sostituito il Parlamento, convocato l'ultima volta nel 1642. Era nominato dal Viceré, tranne la breve parentesi fra il 1647 e 1648, nella cosiddetta rivolta di Masaniello, era assistito da 10 consultori e l'incarico aveva la durata di 3 mesi.
Durante la Repubblica Napoletana del 1799 fu creata per la prima volta la Municipalità, composta da Ufficiali Municipali, che sostituì l'Eletto del popolo al vertice dell'amministrazione cittadina. Con la restaurazione borbonica, che durò dal 1799 al 1806, Ferdinando I di Borbone sostituì all'Eletto dal popolo un Senato di 8 membri di nomina regia.
L'8 agosto 1806, sotto dominazione francese, con la legge dell'eversione feudale, fu definita la nuova struttura amministrativa della città, che riformava la carica di sindaco di Napoli e istituiva il Decurionato a capo della Municipalità. Il primo sindaco dopo tale riforma fu nominato il 2 dicembre 1808, sopprimendo ufficialmente la carica dell'Eletto del Popolo.